# Чжуншу
Чжуншу (кит. спр. 中枢镇, піньїнь: Zhōngshū Zhèn) — містечко в південнокитайській провінції Юньнань, адміністративний центр повіту Лусі у Хунхе-Хані-Їській автономній префектурі.

## Географія
Чжуншу розташовується у центрі Юньнань-Гуйчжоуського плато — висота понад 1000 метрів над рівнем моря нівелює спекотний клімат низьких широт.

### Клімат
Містечко знаходиться у зоні, котра характеризується океанічним кліматом субтропічних нагір'їв. Найтепліший місяць — червень із середньою температурою 20.6 °C (69 °F). Найхолодніший місяць — січень, із середньою температурою 7.8 °С (46 °F).
| Клімат Чжуншу                             | Клімат Чжуншу | Клімат Чжуншу | Клімат Чжуншу | Клімат Чжуншу | Клімат Чжуншу | Клімат Чжуншу | Клімат Чжуншу | Клімат Чжуншу | Клімат Чжуншу | Клімат Чжуншу | Клімат Чжуншу | Клімат Чжуншу | Клімат Чжуншу |
| Показник                                  | Січ.          | Лют.          | Бер.          | Квіт.         | Трав.         | Черв.         | Лип.          | Серп.         | Вер.          | Жовт.         | Лист.         | Груд.         | Рік           |
| Середній максимум, °C                     | 14            | 17            | 21            | 25            | 26            | 25            | 25            | 25            | 23            | 20            | 17            | 15            | 21            |
| Середня температура, °C                   | 8             | 10            | 14            | 18            | 20            | 21            | 21            | 20            | 19            | 16            | 12            | 9             | 15            |
| Середній мінімум, °C                      | 2             | 3             | 6             | 10            | 15            | 17            | 17            | 16            | 14            | 11            | 7             | 3             | 10            |
| Норма опадів, мм                          | 14.7          | 18.7          | 23.1          | 43.8          | 111.1         | 184           | 196.1         | 191.2         | 123.2         | 79.2          | 41.5          | 15.4          | 1042          |
| Днів з опадами                            | 9,7           | 7,9           | 7,6           | 10,4          | 14,5          | 18,9          | 21            | 21,4          | 16,8          | 15            | 11,2          | 10,6          | 165           |
| Вологість повітря, %                      | 70.6          | 67.3          | 63.3          | 64.9          | 69.6          | 77.5          | 79.9          | 79.6          | 78.9          | 77.8          | 76            | 72.5          | 73.2          |
| ----------------------------------------- | ------------- | ------------- | ------------- | ------------- | ------------- | ------------- | ------------- | ------------- | ------------- | ------------- | ------------- | ------------- | ------------- |
| Джерело: Weatherbase, Weatherbase (опади) |               |               |               |               |               |               |               |               |               |               |               |               |               |